# Horní Rápotice
Horní Rápotice là một làng thuộc huyện Pelhřimov, vùng Vysočina, Cộng hòa Séc.